# Фахрихан-султанија (ћерка Мурата III)
Фахрихан-султанија је била ћерка Мурата III. 

## Бракови
Рођена је крајем владавине свог оца, 1594. године. Након његове смрти, настанила се у Стару палату са својом мајком.
1613. године удала се по налогу Ахмеда I, који се претходно оженио 1604. године њеном сестром Михримах-султанијом. Током брака, Ахмед-паша је био намесник Румелије 1614-1616, и намесник Дамаска 1617-1618.
Након смрти Ахмед-паше 1618. године, Фахрихан-султанија је била преудата исте године по налогу Османа II за новоименованог намесника Дамаска, Черкез Мехмед-пашу. На почетку владавине Мурата IV, 1624. године, Черкез Мехмед-паша је именован Великим везиром. Из брака са Мехмед-пашом, Фахрихан је имала ћерку Ханзаде.
Након смрти Мехмед-паше у 1625. године, Фахрихан-султанија је преудата за Софу Бајрам-пашу, некадашњег намесник Босне, који је убијен 1632. године током револуције.
Фахрихан-султанија је последњи пут удата по наређењу султана Ибрахима 1643. године за намесника Карса, Дилавер-пашу (ум. 1656), који је био везир за време владавине султана Мехмета IV.

## Живот
Током владавине Косеминих синова, Фахрихан-султанија је примала једнаке исплате од 430 аспера као султаније које су биле рођене сестре султана, како је била супруга Великог везира, и била јој је додељена сопствена палата, за разлику од других ћерки Мурата III и Атике-султаније, које исто нису биле ћерке Валиде-султанија, које су примале исплате од 330 аспера и живеле у Старој палати.
Фахрихан-султанија је током 1662. године имала судски спор са Сулејман-бегом, сином Халиме-султаније око поделе земље. У октобру 1662. године нaписала је тестамент где именује своју сестру Саиме-султанију за руководиоца дела њене имовине, док други део имовине иде њеном сину Мустафи. Такође је ослободила своју слушкињу Сехер-калфу и распоредила новац за сиромашне. Направила је вакуф 1655. године.
Око 1677. године, жалила се Великом везиру да није примила дарове дубровачких поликсара.
Фахрихан-султанија умрла је 16. новембра 1678. године. Сахрањена је по сопственом захтеву у гробници свог оца.